# Jan Christiaan Lindeman
Jan Christiaan Lindeman (Zutphen, 26 juni 1921 – Zeist, 18 juli 2007) was een Nederlands botanicus gespecialiseerd in de flora van Suriname. Lindeman werkte jarenlang in de staat Parana (Brazilië). Hij werkte als wetenschappelijk medewerker bij het Herbarium van de Universiteit Utrecht.